# Урало-Ключи
Ура́ло-Ключи́ — упразднённый посёлок в Тайшетском районе Иркутской области России. Входил в состав Половино-Черемховского муниципального образования. Исключен из учётных данных в 2024 году.

## География
Посёлок находится на расстоянии примерно 37 км к северо-западу от города Тайшет, административного центра района.

## История
В 1949—1975 годы Урало-Ключи носили статус рабочего посёлка.

## Население
| 1959 | 1970 | 2002 | 2010 | 2011 | 2012 |
| ---- | ---- | ---- | ---- | ---- | ---- |
| 2468 | ↘547 | ↘1   | ↘0   | →0   | →0   |